# Gabriel Teixeira
Gabriel Teixeira Aragão, detto Biel (Rio de Janeiro, 1º aprile 2001), è un calciatore brasiliano, centrocampista dell'Atlético Mineiro in prestito dallo Sporting Lisbona.

## Caratteristiche tecniche
È un centrocampista offensivo.

## Carriera
Cresciuto nel settore giovanile del Fluminense, debutta in prima squadra il 5 marzo 2021 in occasione dell'incontro del Campionato Carioca perso 2-1 contro il Resende.
Il 5 aprile 2022 passa in prestito al Grêmio. Contribuisce, con 5 goal in 33 partite alla promozione della squadra.
Il 27 dicembre 2022 si trasferisce a titolo definitivo al Bahia.
Il 3 febbraio 2025 si trasferisce allo Sporting Lisbona.
Il 25 luglio 2025 passa in prestito all'Atletico Mineiro.

## Statistiche

### Presenze e reti nei club
Statistiche aggiornate al 4 maggio 2025.
| Stagione        | Squadra          | Campionato      | Campionato | Campionato | Coppe nazionali | Coppe nazionali | Coppe nazionali | Coppe continentali | Coppe continentali | Coppe continentali | Altre coppe | Altre coppe | Altre coppe | Totale | Totale |
| Stagione        | Squadra          | Comp            | Pres       | Reti       | Comp            | Pres            | Reti            | Comp               | Pres               | Reti               | Comp        | Pres        | Reti        | Pres   | Reti   |
| --------------- | ---------------- | --------------- | ---------- | ---------- | --------------- | --------------- | --------------- | ------------------ | ------------------ | ------------------ | ----------- | ----------- | ----------- | ------ | ------ |
| 2021            | Fluminense       | A/RJ+A          | 12+0       | 1+0        | CB              | 0               | 0               | CL                 | 3                  | 0                  |             | -           | -           | 15     | 1      |
| 2024-2025       | Sporting Lisbona | PL              | 3          | 0          | CP+CdL          | 2               | 0               | UCL                | 2                  | 0                  | SP          | -           | -           | 7      | 0      |
| Totale carriera | Totale carriera  | Totale carriera | 15         | 1          |                 | 2               | 0               |                    | 5                  | 0                  |             | -           | -           | 22     | 1      |

## Palmarès

### Club

#### Competizioni statali
- Campionato Baiano: 1

Bahia: 2023

#### Competizioni nazionali
- Campionato portoghese: 1

Sporting Lisbona: 2024-2025
- Coppa del Portogallo: 1

Sporting Lisbona: 2024-2025